# 密點玄灰蝶
密點玄灰蝶（學名：Tongeia filicaudis），又名點玄灰蝶、霧社黑燕小灰蝶、霧社黑燕蝶、多點玄灰蝶。

## 描述
本種為小型灰蝶，無雌雄二型性，雌雄外觀相似。
體型與體色：體背暗褐，腹面白色。頭部有黑褐色毛，觸角黑褐帶白環，下唇鬚白色但背面黑褐，第三節細長。複眼光滑。足白帶褐色條紋，雄蝶前足跗節癒合，雌蝶不癒合。
翅形與花紋：前翅長11-14 mm，呈三角形，外緣略突出；後翅圓形，CuA2脈末端具絲狀尾突。翅背黑褐色，後翅外緣有鑲白邊深色斑點或模糊白線與短弧紋。
翅腹底色灰白或淺黃白至淺灰色，前後翅中央各具暗褐或黑褐斑列，前翅為兩列，後翅斑點成群散布。前翅具2個黑褐點，後翅亞基部有3個。中室端具短線紋，翅基與中室內有暗色小斑。亞外緣具雙列深色斑點，後翅M3與CuA1室末端具橙色斑或弦月紋。緣毛為白色或白褐混雜。

## 分佈
廣泛分布於中國大陸及臺灣，近年亦擴散至日本。在臺灣主要見於本島低至中海拔地區，呈小範圍分散棲地，馬祖列嶼亦有紀錄。

## 棲地
棲息於常綠闊葉林、海岸林及山坡地等有寄主植物生長的環境，全年多世代。成蝶飛行緩慢，喜訪花，幼蟲以景天科佛甲草屬植物如星果佛甲草、玉山佛甲草、松葉佛甲草的多肉組織為食。